# Lifehouse (album)
Lifehouse – trzeci album grupy Lifehouse, wydany 22 marca 2005 roku przez Geffen Records. 

## Lista utworów
1. Come Back Down - 4:36
2. You And Me - 3:15
3. Blind - 5:01
4. All In All - 2:56
5. Better Luck Next Time - 3:38
6. Days Go By - 3:24
7. Into The Sun - 5:21
8. Undone - 3:25
9. We'll Never Know - 3:25
10. Walking Away - 4:46
11. Chapter One - 3:39
12. The End Has Only Begun - 4:22

## Wersja limitowana
Piosenki nagrane w czasie nagrywania płyty, które nie zostały wydane zostały dodane to limitowanej edycji płyty:
- "Today" – 3:01
- "Along The Way" – 4:03
- "Through These Times" – 4:12
- "Butterfly" - 3:55
- "Ordinary Pain" – 3:12
- "Better Part Of Me" – 3:22